# 대한민국 형법 제142조
대한민국 형법 제142조는 공무상 보관물의 무효에 대한 형법각칙의 조문이다.

## 조문
제142조(공무상 보관물의 무효) 공무소로부터 보관명령을 받거나 공무소의 명령으로 타인이 관리하는 자기의 물건을 손상 또는 은닉하거나 기타 방법으로 그 효용을 해한 자는 5년 이하의 징역 또는 700만원 이하의 벌금에 처한다. <개정 1995.12.29>

第142條(公務上 保管物의 無效) 公務所로부터 保管命令을 받거나 公務所의 命令으로 他人이 관리하는 自己의 物件을 損傷 또는 隱匿하거나 其他 方法으로 그 效用을 害한 者는 5年 以下의 懲役 또는 700萬원 以下의 罰金에 處한다. <改正 1995.12.29.>

## 참고 문헌
- 김재윤, 손동권, 새로운 형법각론, 율곡출판사, 2013. ISBN 978-89-974283-4-2

## 같이 보기
- 공무집행방해죄